# Tåtelängsfly
Tåtelängsfly (Apamea furva) är en fjärilsart som beskrevs av Ignaz Schiffermüller 1776. Tåtelängsfly ingår i släktet Apamea och familjen nattflyn. Arten är reproducerande i Sverige. Inga underarter finns listade i Catalogue of Life.

## Bildgalleri

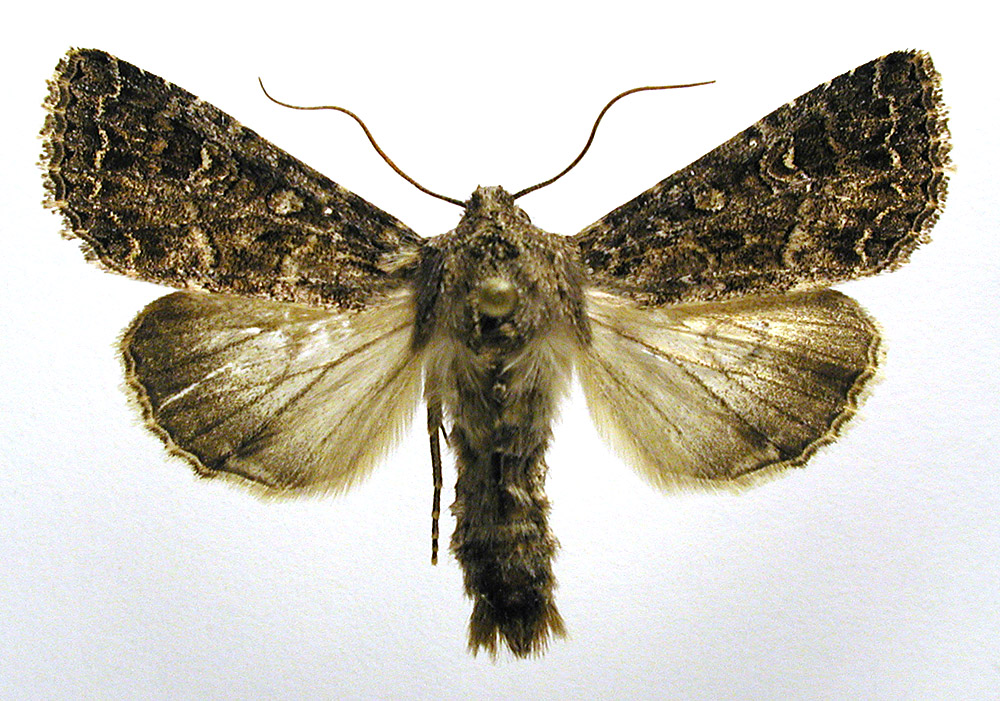
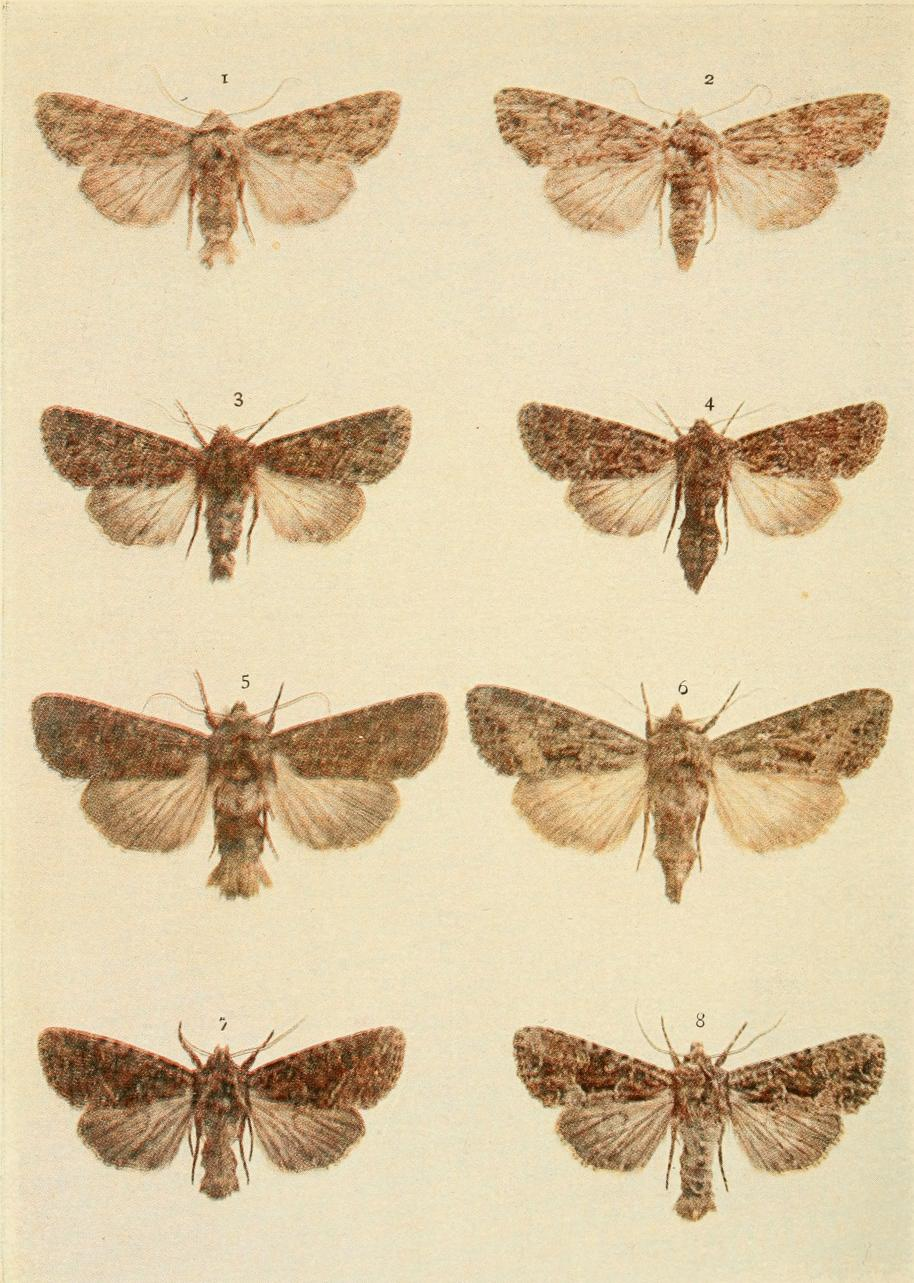